# Corpus Domini alla Garbatella

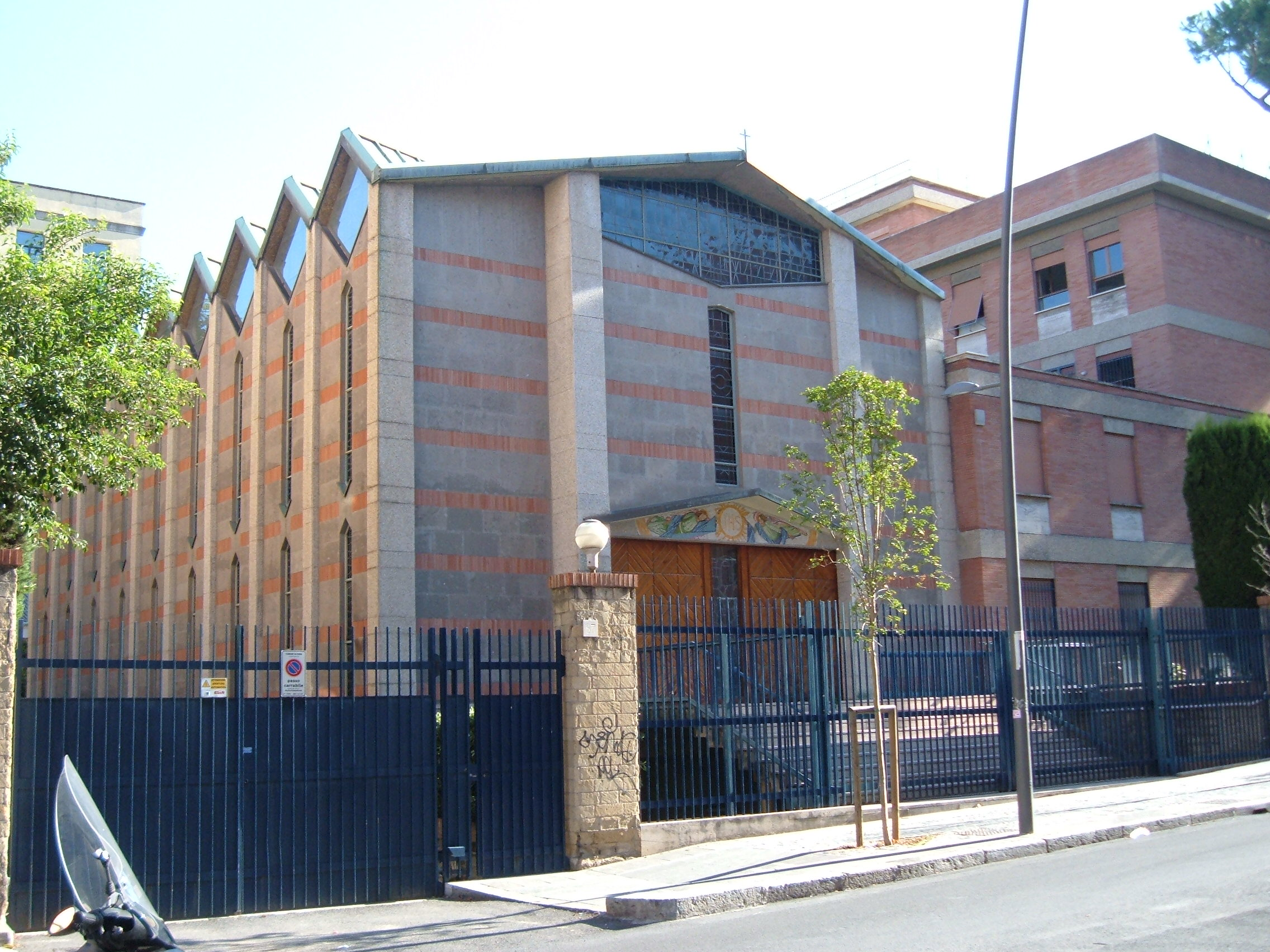
Vista da igreja.

Corpus Domini alla Garbatella é uma capela conventual localizada na Via delle Sette Chiese, 91, no bairro de Garbatella, no quartiere Ostiense de Roma. É dedicada ao Corpo de Cristo presente no Santíssimo Sacramento.
Ela está no interior da Casa Generalizia delle Suore Discepole di Gesù Eucaristico.

## História

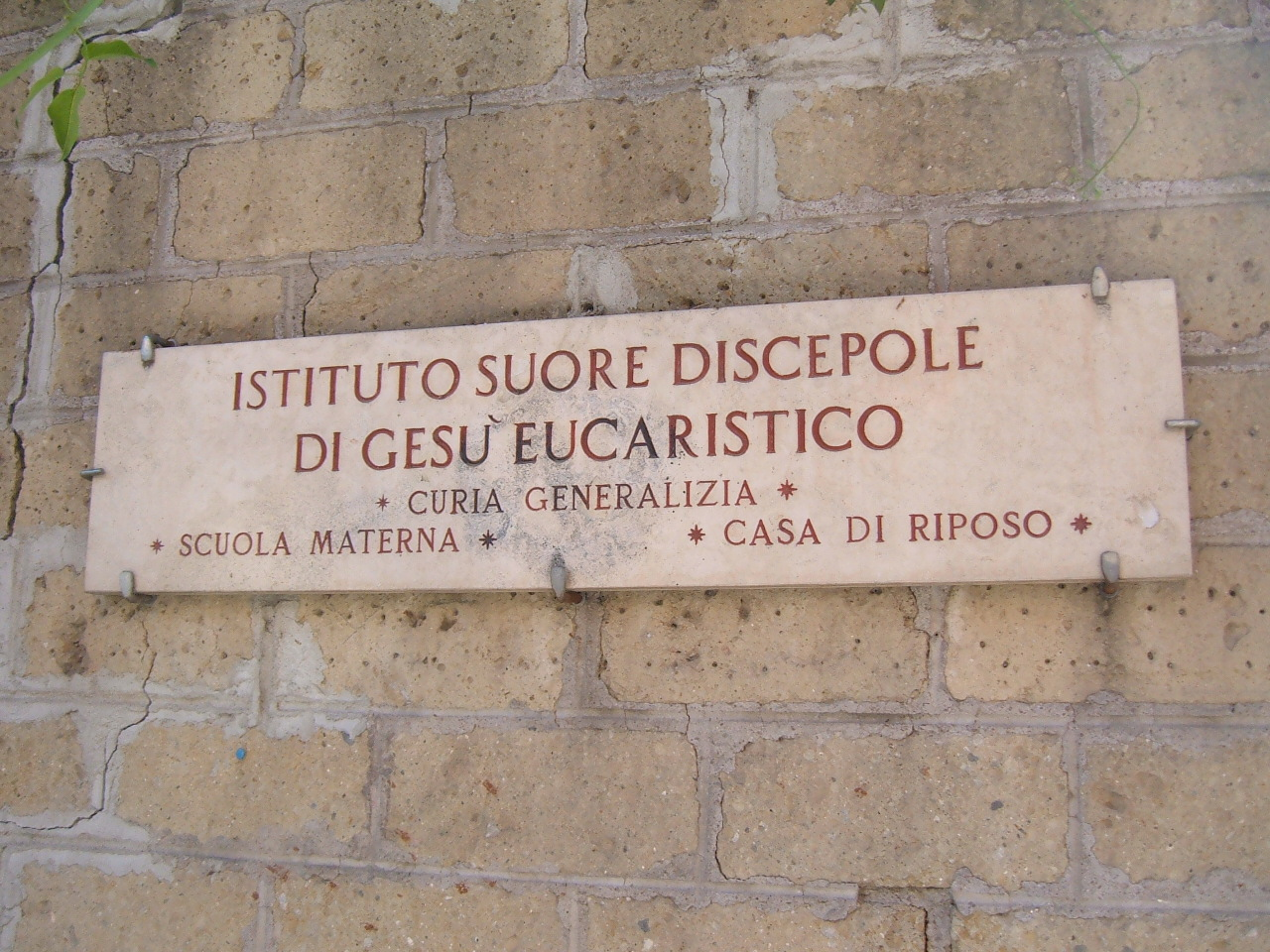

A congregação das irmãs Discípulas de Jesus Eucarístico foi fundada pelo bispo Raffaello Delle Nocche, de Tricarico, na Basilicata, em 1923. Depois de terem obtido sua aprovação em 1952, a ordem estabeleceu sua cúria geral em Roma num complexo construído para abrigar um grande convento e uma escola, esta última chamada "Gesù Eucaristico". As obras foram realizadas com base num projeto de Giulio Sciascia e Ildo Avetta e terminaram em 1957.
A igreja do complexo foi construída num tamanho suficiente para servir a uma paróquia inteira, mas, com a queda no número de aplicantes, ela permaneceu vazia a maior parte do tempo. Atualmente ela é considerada uma capela privada pela Diocese de Roma. A escola, por outro lado, ainda prospera.

## Descrição

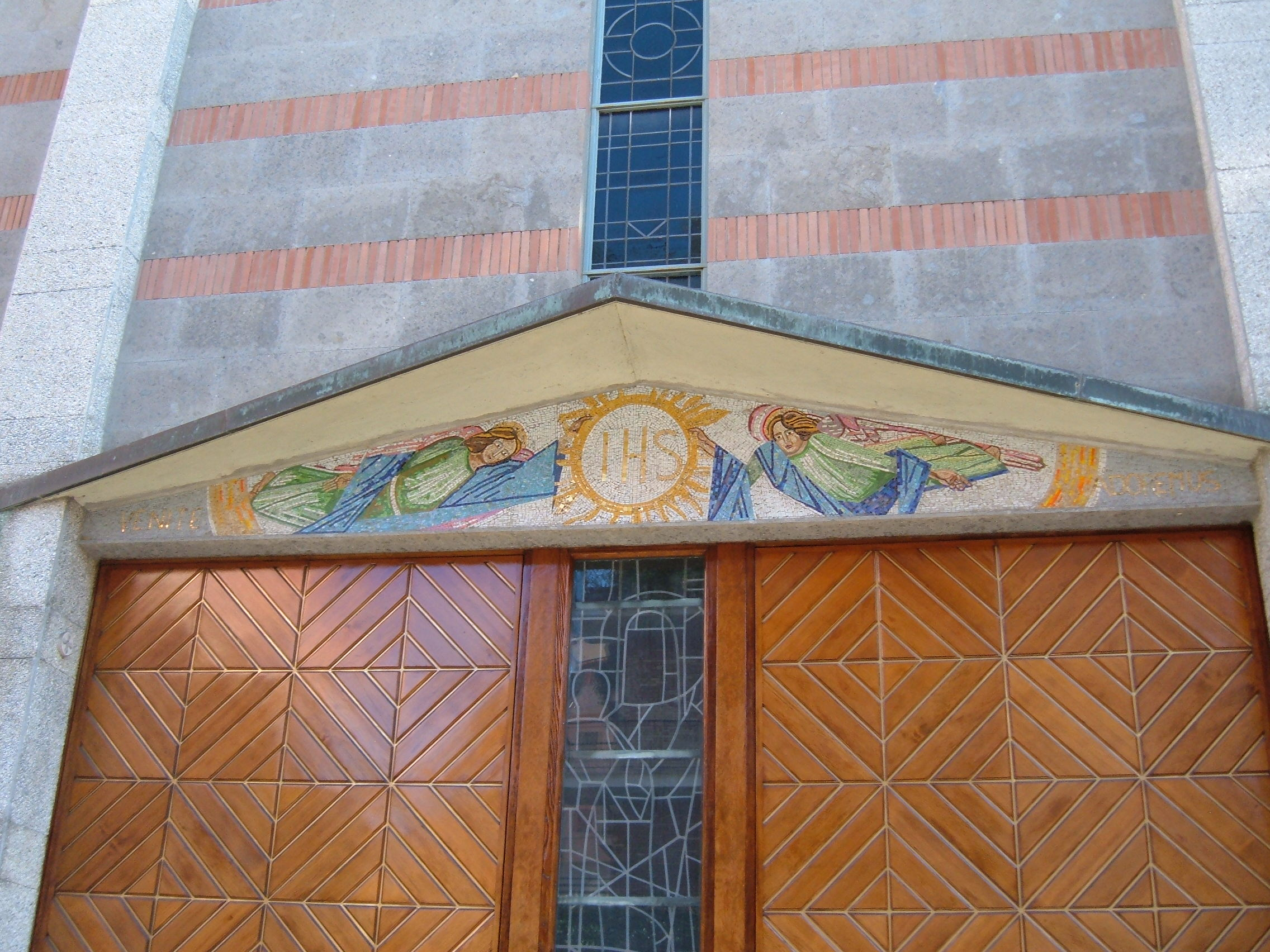
Detalhe da fachada.

A igreja foi construída com inspiração neorromânica e é uma das mais belas igrejas de Roma neste estilo construída na década de 1950. A estrutura consiste numa moldura em forma de caixa em concreto armado com nove baias. As colunas de sustentação foram deixadas expostas nas paredes laterais, que foram preenchidas com grandes blocos de concreto cinza. Porém, as paredes ganham vida através de faixas horizontais de tijolos vermelhos dispostos verticalmente. Cada baia tem no centro de cada parede lateral duas janelas verticais em forma de tiras, uma sobre a outra. O teto tem nove gabletes de cada lado em posição correspondente a cada baia; janelas quadradas estão abaixo deles. A parede do presbitério é completamente lisa.
O teto propriamente dito é de cobre verde sobre uma abóbada de concreto. As empenas laterais são formadas por lunetas com suas pontas se encontrando no eixo maior, separando os compartimentos principais da abóbada em oito losangos transversais com dois meio-losangos na entrada e no final do presbitério.
A igreja está sobre uma cripta parcialmente no subsolo e iluminada por grandes janelas de topo curvo nos lados.
A fachada foi construída também utilizando os blocos de concreto cinza com faixas horizontais de tijolos. Duas grandes colunas de concreto a emolduram e outras duas emolduram o portal. A porção da fachada entre estas duas últimas é projetada para frente. A cobertura da entrada, flutuante, forma um "V", que é replicado na linha do teto. Este mesmo formato, invertido, aparece na parte inferior de uma grande janela hexagonal com vitrais encaixada logo abaixo do teto. A fachada tem ainda uma grande janela vertical em formato de faixa, também com vitrais, entre a cobertura do portal e esta janela hexagonal e também um mosaico com o "nome de Deus" (IHS) acompanhado por anjos localizado logo abaixo da cobertura do portal.